# ウェイド・ボトラー
ウェイド・ボトラー（Wade Boteler、1888年10月3日 - 1943年5月7日）は、アメリカ合衆国の俳優。

## おもな出演作品
- ラホマ Lahoma (1920年)
- エロチック艦隊 Navy Blues (1929年)
- 南海の劫火 Bird of Paradise (1932年)
- 輝く瞳 Bright Eyes (1934年)
- 猛獣師の子 O'Shaughnessy's Boy (1935年)
- 緑の灯 Green Light (1937年)
- 南方の勝鬨 Southward Ho (1939年)
- 銀盤の美少女 Everything's on Ice (1939年)
- ジェシー・ジェイムズ時代 Days of Jesse James (1939年)